# Сан Дона ди Пијаве
Сан Дона ди Пијаве (итал. San Donà di Piave) град је у североисточној Италији. То је трећи град округа Венеција у оквиру италијанске покрајине Венето.

## Природне одлике
Град Сан Дона ди Пијаве налази се у источном делу Падске низије, на 50 км североисточно од Венеције. Град се образовао око доњег тока реке Пијаве, неколико километара од њеног учша у Јадран. Јужно од града налази се мочварно тле.

## Становништво
Према резултатима пописа становништва 2011. у општини је живело 40.646 становника.
| 1931.  | 1936.  | 1951.  | 1961.  | 1971.  | 1981.  | 1991.  | 2001.  | 2011.  |
| ------ | ------ | ------ | ------ | ------ | ------ | ------ | ------ | ------ |
| 20.961 | 22.849 | 25.536 | 24.614 | 29.069 | 32.017 | 33.446 | 35.417 | 40.646 |

Сан Дона ди Пијаве данас има преко 41.000 становника, махом Италијана. Током протеклих деценија у град се доселило много досељеника из иностранства, највише са Балкана.

## Партнерски градови
- Вилнев сир Лот

## Галерија
- Градска кућа
- Један од многобројних паркова у граду
- Градска железничка станица